# Teodozjusz (biskup riazański)
Teodozjusz, imię świeckie nieznane – biskup prawosławny, w latach 1471–1481 ordynariusz eparchii riazańskiej.

## Życiorys
Chirotonię biskupią przyjął 2 lub 8 grudnia 1471, przed wyświęceniem na biskupa był przełożonym Monasteru Czudowskiego z godnością archimandryty. Objął katedrę riazańską i muromską.
W 1472 brał udział w przeniesieniu relikwii metropolity Piotra do soboru Zaśnięcia Matki Bożej w Moskwie, w grudniu tego samego roku ponownie był w stolicy, gdzie brał udział w chirotonii arcybiskupa nowogrodzkiego Teofila. W roku następnym brał udział w soborze, który wybrał na metropolitę moskiewskiego Geroncjusza, a następnie w jego intronizacji.
W 1481 najprawdopodobniej zrezygnował z zarządzania eparchią; w sierpniu tegoż roku wyświęcony został nowy biskup riazański Symeon. Rok śmierci Teodozjusza nie jest znany, biskup został pochowany w cerkwi św. Michała Archanioła w Riazaniu.